# Wybory parlamentarne w Korei Południowej w 2024 roku

Wyniki wyborów według poszczególnych okręgów wyborczych

Wybory parlamentarne w Korei Południowej w 2024 roku odbyły się 10 kwietnia 2024. Kandydaci ubiegali się o miejsca w 300-osobowym unikameralnym parlamencie Korei – Zgromadzeniu Narodowym. Większość w 22. zgromadzeniu zdobyła opozycyjna wobec rządu Partia Demokratyczna.
W wyborach Koreańczycy oddawali dwa głosy: na kandydata z listy partyjnej oraz na jedno z ugrupowań politycznych. Spośród 300 miejsc w jednoizbowym parlamencie 254 miejsca są obsadzane na podstawie wyników w jednomandatowych okręgach wyborczych, a 46 zostało proporcjonalnie rozdzielone między startujące partie na podstawie liczby głosów.

## Wyniki
Frekwencja w wyborach wyniosła 67%, najwięcej od 32 lat.
Zwycięstwo odniósł sojusz sił liberalnych: Partia Demokratyczna wraz z partią satelicką zdobyła 175 miejsc, a kolejne 12 mandatów powstała w trakcie kampanii wyborczej Partia Odbudowy Korei. Rządząca konserwatywna Partia Władzy Ludowej (ew. Partia Siły Narodu) prezydenta Yoon Suk-yeola wraz z partią siostrzaną zdobyła 108 mandatów.
Przegrana partii rządzącej zapowiadała dalszy impas legislacyjny między konserwatystami a liberałami oraz potwierdziła niskie poparcie dla prezydenta Yoona, który prędko zapowiedział zmiany w rządzie.